# Club de Fútbol Irlandés FC
El Club de Fútbol Irlandés FC fue un equipo de fútbol mexicano que juega en el Sector Aficionado en México, y llegó a jugar en la Tercera división mexicana y en el Sector Aficionado. Tiene como sede la ciudad de Cuernavaca, Morelos. Entabló una gran rivalidad con Coyotes Neza cuando jugaba en Toluca. Actualmente pertenece a la Cooperativa de Trabajadores de la Cruz Azul.

## Historia
En la temporada 1996-1997 lograría obtener la inscripción y la autorización de la Federación Mexicana de Fútbol para jugar en tercera división.
En la temporada 1998-1999 descendió de nuevo a la Tercera división mexicana ya que perdió con Coyotes Neza el juego por el descenso.
Pero en el año de 1999 se crea el Sector Aficionado , por lo que los duendes no jugarían en tercera división, sino que pasa a jugar en Sector Aficionado en el grupo 13 junto con Bravos FC, Tzetzales de Oaxaca y Astros de Morelos. Fue cuando se convirtió en Amateur.
En los recientes años, ha ganado y dominado el Torneo de Clubes Sociales 5 veces consecutivas, en 2002 intento volver al profesionalismo, pero fracaso en semifinales con el Atlético Iztacalco.
Plantilla de 1996-1997.
El club es vendido por su antiguo propietario al equipo Kansas City Wizards, aunque la Cruz Azul en 2009, compra las acciones del equipo y es contratado el serbio Collin Winstor como entrenador.

## Palmarés
- Tercera división mexicana (1): Semifinales
- Eircom League World Challenger (1): 1999

## Plantilla
- Actualizada el 2 de diciembre de 2009.

## Sede
El Club de Fútbol Irlandés, tiene como sede el Estadio Alberto Cordova, ubicado en la capital del Estado de México, la capacidad del estadio es de aproximadamente de 32.000 personas
- Datos: Q5775008